# Calanthe epiphytica
Calanthe epiphytica är en orkidéart som beskrevs av Cedric Errol Carr. Calanthe epiphytica ingår i släktet Calanthe och familjen orkidéer.
Artens utbredningsområde är Sumatera. Inga underarter finns listade i Catalogue of Life.